# Capacité juridique
Pour les articles homonymes, voir Capacité.
Ne doit pas être confondu avec Capacité en droit.
juridique

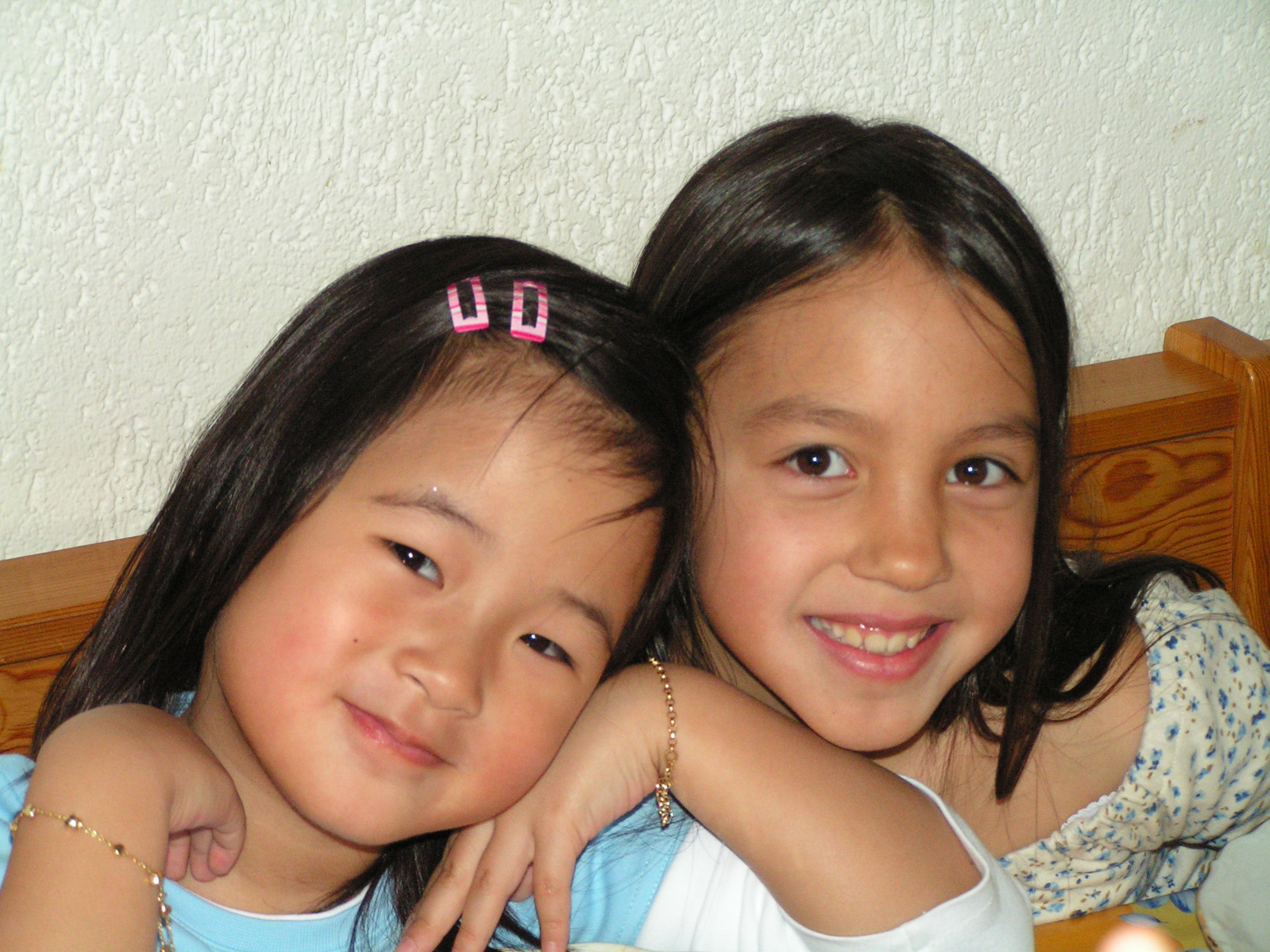
En droit brésilien, les enfants sont absolument incapables d'un point de vue juridique.

En droit civil, la capacité juridique d'une personne physique est l'aptitude de cette personne à exercer ses droits et obligations. La capacité juridique englobe d'une part la capacité d'exercice, et d'une autre part la capacité de jouissance.
En cas de difficultés plus ou moins importantes dans l'exercice de ces droits ou obligations, des mécanismes juridiques existent pour assister la personne : la tutelle ou la curatelle. Ces mesures peuvent également s'appliquer aux mineurs : la tutelle des mineurs.

## Droit par État

### Droit français
En droit français, l'article 371-1 du Code civil dispose que les enfants restent sous l'autorité des parents jusqu'à la majorité civile ou l’émancipation. D'autres dispositions portent sur la capacité juridique des majeurs protégés. 

### Droit québécois (Canada)
En droit québécois, les mêmes notions de capacité d'exercice et de capacité de jouissance trouvent application, notamment aux articles 1, 4, 153, 154 et 1409 du Code civil du Québec.
La Loi sur la capacité juridique de la femme mariée est une loi statutaire adoptée en 1964  qui modifie le Code civil du Bas-Canada de façon que les femmes mariées puissent exercer la pleine capacité juridique.